# 排水管清掃作業監督者
排水管清掃作業監督者（はいすいかんせいそうさぎょうかんとくしゃ）は、排水管清掃作業監督者講習会を修了した者に与えられる国家資格。

## 概要
- 建築物の排水管の清掃作業の監督を行う。建築物排水管清掃業の登録には必要である。

## 受講資格
- 学校教育法（1947年（昭和22年）法律第26号）に基づく高等学校若しくは中等教育学校又は旧中等学校令（1943年（昭和18年）勅令36号）に基づく中等学校を卒業した後、2年以上建築物における排水管の清掃に関する実務に従事した経験を有する者。
- 5年以上建築物における排水管の清掃に関する実務に従事した経験を有する者。
- 学校教育法（昭和22年法律第26号）に基づく高等学校若しくは中等教育学校又は旧中等学校令（昭和18年勅令36号）に基づく中等学校を卒業した後、2年以上建築物における排水管の清掃に関する実務に従事した経験を有する者と同等以上の学歴及び実務の経験を有すると認められる者。

## 講習会
- 4日間、行われる。

### 講習科目
1. 建築物環境衛生制度
2. 排水衛生概論
3. 建築設備概論（排水設備関係）
4. 作業の安全管理
5. 排水管清掃各論
6. 考査